# Chaetodermatidae
Famille
Synonymes
Crystallophrissonidae Thiele, 1932
Les Chaetodermatidae sont une famille de mollusques de la classe des Caudofoveata et de l'ordre des Chaetodermatida.

## Liste des genres
Selon BioLib (21 janvier 2025) :
- Caudofoveatus D.L. Ivanov, 1981
- Chaetoderma Lovén, 1845
- Falcidens Salvini-Plawen, 1968
- Lepoderma Salvini-Plawen, 1992

Selon World Register of Marine Species (21 janvier 2025) :
- Chaetoderma Lovén, 1844
- Falcidens Salvini-Plawen, 1968
- Furcillidens Scheltema, 1998

Noms en synonymie
- Lepoderma Salvini-Plawen, 1992, un synonyme de Falcidens (Chiastofalcidens) Corrêa, Fassina & Passos, 2014